# Capela familiei Popp din Satu Mare
Capela familiei Popp este un monument istoric din Satu Mare. Lăcașul a fost construit în perioada interbelică ca o îmbinare armonioasă de arhitectură neoromanică și neobizantină. Autorul proiectului a fost pictorul Aurel Popp. 
Lăcașul a fost ridicat cu ajutorul financiar al fraților lui Aurel Popp, Mihai și Octavian.
Edificiul a fost sfințit în data de 1 noiembrie 1936 de episcopul Alexandru Rusu.